# Orietta Berti
Orietta Galimberti (căsătorită Paterlini; n. 1 iunie 1943, Cavriago, Emilia-Romagna, Italia), cunoscută drept Orietta Berti, este o cântăreață italiană. Poreclit de Silvio Gigli Blackcap d'Emilia (cunoscut sub numele de Usignolo di Cavriago), de-a lungul carierei sale de aproape șaizeci de ani, ea a vândut peste șaisprezece milioane de discuri, rezultând șase de aur, șapte de platină și două de argint.